# Дятлово-2
Дя́тлово-2 — деревня в Зарайском районе Московской области, в составе муниципального образования сельское поселение Струпненское (до 29 ноября 2006 года входила в состав Струпненского сельского округа).

## Население
| 2002 | 2006 | 2010 |
| ---- | ---- | ---- |
| 14   | ↗17  | ↘11  |

## География
Дятлово-1 расположено в 7 км на юго-запад от Зарайска, у впадения реки Селисна в реку Незнанка, высота центра деревни над уровнем моря — 142 м.

## История
Дятлово-2 ранее называлось Дятловские Выселки.
В 1930 году был образован колхоз им. 8 Марта, с 1950 года — в составе колхоза «Культура», с 1961 года — в составе совхоза «Чулки-Соколово».